# Albussac

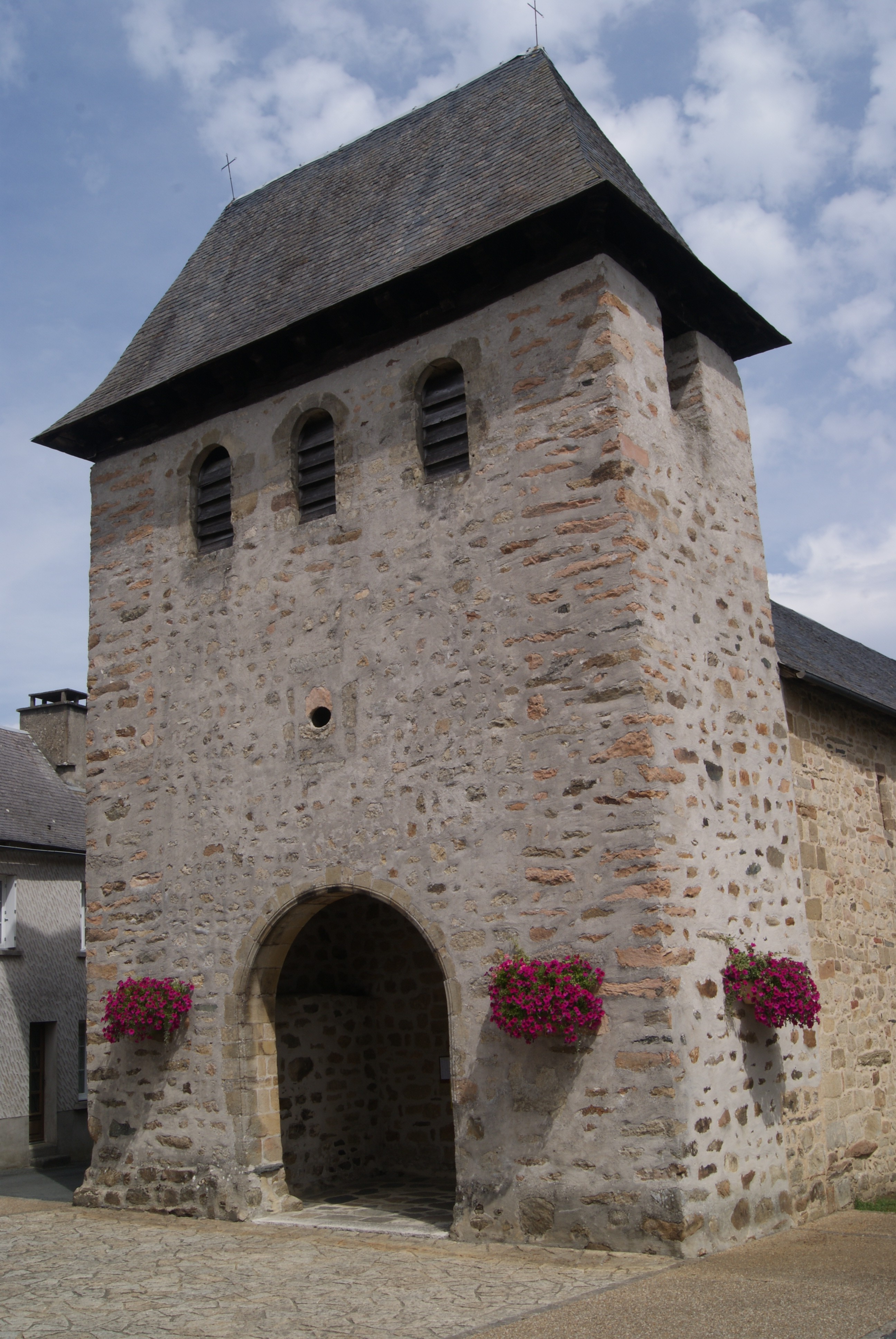
Kościół św. Marcina w Albussac (2011)

Albussac – miejscowość i gmina we Francji, w regionie Nowa Akwitania, w departamencie Corrèze.
Według danych na rok 1990 gminę zamieszkiwało 739 osób, a gęstość zaludnienia wynosiła 20 osób/km² (wśród 747 gmin Limousin Albussac plasuje się na 178. miejscu pod względem liczby ludności, natomiast pod względem powierzchni na miejscu 104.).

## Populacja

Populacja Albussac w latach 1962–2008